# Hauraki Gulf Marine Park
Der Hauraki Gulf Marine Park ist ein Meeresschutzgebiet in Neuseeland, das im Jahr 2000 neu gegründet wurde und aus dem 1967 gegründeten und offiziell 1990 aufgelösten Hauraki Gulf Maritime Park hervorgegangen ist.

## Geographie
Der Hauraki Gulf Marine Park umfasst das gesamte Seegebiet des Hauraki Gulf mit all seinen Inseln, angefangen im Norden vom Mangawhai Harbour an der Ostküste von Northland bis hinunter im Süden kurz vor Waihi Beach an der Ostküste der Region von Waikato.

## Geschichte

### Vorgeschichte
Das Konzept für ein Meeresschutzgebiet im Bereich des Hauraki Gulf entwickelte sich in den 1960er Jahren und fand 1967 mit dem Gesetz des Hauraki Gulf Maritime Park Act 1967 seine Verwirklichung. Ziel des Vorhabens war es seinerzeit, das Gebiet, beginnend vom Hauraki Gulf bis zu den nördlich liegenden Poor Knights Islands, unter Schutz zu stellen.
Der seinerzeit mit dem Park gegründete Hauraki Gulf Maritime Park Board genehmigte im Jahr 1982 einen Managementplan, der den Naturschutz, die Verwaltung des historischen Erbes sowie die öffentliche Erholung und die Landwirtschaft integrierend zusammenführte und zugleich dabei Pionierarbeit bei der Beseitigung von Schädlingen auf den Inseln und der Wiederherstellung von natürlichen Lebensräumen leistete.
1990 wurden mit dem Gesetz des Conservation Law Reform Act 1990 die Vielzahl der halböffentlichen Verwaltungsbehörden, die sich um Umwelt- und Naturschutz kümmerten, reduziert und im Zuge dieses Gesetzes auch die Gesetzesgrundlage dem Hauraki Gulf Maritime Park entzogen. Zeitgleich übernahm das Department of Conservation die Verwaltung des Parks, was aber in der Öffentlichkeit nicht auf Zustimmung stieß, denn damit fiel die Verwaltung des Parks aufgeteilt in die Zuständigkeiten der drei lokalen Verwaltungsgebiete des Departments, die da waren Northland, Auckland und Waikato.

### Gründung des neuen Parks
Am 8. August 1993 präsentierte der damalige Minister of Conservation, Denis Marshall, den Plan, das Gebiet des Parks auszuweiten und den neuen Park Hauraki Gulf Marine Park zu nennen. Zahlreiche Meetings und Diskussionen auf politischer Ebene und mit den Stämmen der betroffenen Māori folgten und am 27. Februar 2000 erlangte das neue Gesetz Hauraki Gulf Marine Park Act 2000 zur Gründung des neuen Hauraki Gulf Marine Park Rechtskraft. Das damit erlassene Gesetz zur Errichtung des neuen Parks war weitaus detaillierter und umfassender formuliert als sein Vorgänger. So wurden neben dem Seegebiet des gesamten Hauraki Gulf unter § 22 Absatz 2 alle Arten bisherige Schutzgebiete aufgeführt, die Teil des neuen Parks werden sollten. Auch wurden Küstenstreifen sowie Foreshore and Seabed (Küstenvorland und Meeresboden) mit in den Geltungsbereich des Parks aufgenommen.